# Lyncestis macrosticha
Lyncestis macrosticha là một loài bướm đêm trong họ Erebidae.